# Юніорська збірна Нової Зеландії з хокею із шайбою
Юніорська збірна Нової Зеландії з хокею із шайбою  — національна юніорська збірна Нової Зеландії, яка представляє свою країну на міжнародних змаганнях з хокею із шайбою. Управління збірною здійснюється Новозеландською хокейною федерацією.

## Результати

### Чемпіонат Азії та Океанії до 18 років
- 1998  — 5 місце
- 1999  — 3 місце Дивізіон ІІ
- 2000  — 1 місце Дивізіон ІІ
- 2001  — 4 місце
- 2002  —  3 місце

### Чемпіонати світу з хокею із шайбою серед юніорських команд
- 2003 — 4 місце Дивізіон ІІІ Група А
- 2004 — 3 місце Дивізіон ІІІ
- 2005 — 4 місце Дивізіон ІІІ
- 2006 — 4 місце Дивізіон ІІІ
- 2007 — 4 місце Дивізіон ІІІ
- 2008 — 3 місце Дивізіон ІІІ Група А
- 2009 — 2 місце Дивізіон ІІІ Група А
- 2010 — 1 місце Дивізіон ІІІ Група В
- 2011 — 6 місце Дивізіон ІІ Група А
- 2012 — 2 місце Дивізіон ІІІ
- 2013 — 2 місце Дивізіон ІІІ Група А
- 2014 — 6 місце Дивізіон ІІІ Група А
- 2015 — 2 місце Дивізіон ІІІ Група В
- 2016 — 1 місце Дивізіон ІІІ Група В
- 2017 — 6 місце Дивізіон ІІІ, Група А
- 2018 — 1 місце Дивізіон ІІІ, Група В
- 2019 — 6 місце Дивізіон ІІІ, Група А
- 2022 — відмовились від участі через пандемію COVID-19[1]
- 2023 — 1 місце Дивізіон ІІІ Група В
- 2024 — 5 місце Дивізіон ІІІ Група А
- 2025 — 5 місце Дивізіон ІІІ Група А